# Proseč (powiat Pelhřimov)
Proseč – gmina w Czechach, w powiecie Pelhřimov, w kraju Wysoczyna. 1 stycznia 2014 liczyła 79 mieszkańców.